# Refleksyjna izolacja termiczna
Refleksyjna izolacja termiczna, termoizolacja refleksyjna – przeznaczony dla budownictwa i chłodnictwa izolator ciepła, którego działanie oparte jest na zjawisku odbicia promieniowania cieplnego (podczerwieni). Nazwa „izolacja” nie opisuje rzeczywistego działania materiału, gdyż nie zachodzi tu zjawisko ograniczenia przewodnictwa cieplnego, lecz występuje odbicie promieniowania elektromagnetycznego (będącego nośnikiem energii).

## Budowa
Materiały refleksyjne zbudowane są najczęściej z 2 lub więcej ekranów wysokorefleksyjnych (posiadających wysoką wartość współczynnika odbicia promieniowania cieplnego) oraz warstw rozdzielających te ekrany. 

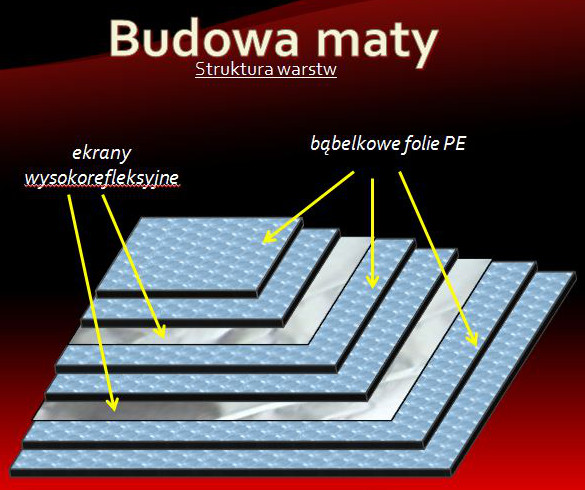
Budowa i układ warstw refleksyjnej izolacji termicznej (przykład: maty isobooster)
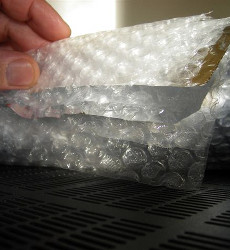
Izolacja refleksyjna (tu: isobooster)

Ekrany odbijające zbudowane są z wypolerowanej folii aluminiowej lub folii PET metalizowanej warstwą aluminium, które ma bardzo wysoki współczynnik refleksyjności (97%).
Warstwy rozdzielające tworzyć powinny szczelinę nieruchomego powietrza, które zapewnia prawidłowe parametry odbicia, a przy okazji stanowi dodatkową warstwę izolacyjną.
Warstwy między ekranami refleksyjnymi mogą mieć strukturę folii bąbelkowej lub pianek z tworzyw sztucznych.

## Zastosowanie
Materiały refleksyjne mają szerokie zastosowanie w budownictwie, przede wszystkim w przegrodach budowlanych, w których występuje pustka powietrzna np. w konstrukcjach dachowych - między krokwiami, oraz w  lekkim budownictwie szkieletowym.
Materiał może być też stosowany w przechowalnictwie i chłodnictwie.

## Zalety
- całkowita odporność na wilgoć powstającą podczas eksploatacji budynku i pochodzącą z innych źródeł
- brak nasiąkliwości i higroskopijności
- małe przekroje, przy dobrych parametrach izolacyjnych
- niewielki ciężar (małe obciążenie konstrukcji)
- łatwość dopasowania do konstrukcji i zminimalizowanie powstawania mostków cieplnych
- brak pylenia podczas montażu
- może pełnić również funkcję paroizolacji

## Wady
- brak możliwości ocieplenia ścian metodą lekką mokrą

## Parametry cieplne
Określenie parametrów charakteryzujących właściwości termiczne izolacji refleksyjnych jest dość trudne, ze względu na brak zharmonizowanych norm (norma EN 16012:2012) określających sposób badania i obliczania tych współczynników.
Producenci izolacji opierają się na badaniach przeprowadzanych metodą in situ, to znaczy w warunkach najbardziej zbliżonych do warunków eksploatacyjnych budynku.
Parametry otrzymane takimi metodami wskazują na znacznie lepsze właściwości termoizolacyjne niż tradycyjne materiały termoizolacyjne.